# Anthony Bailey
Anthony Bailey (Londres, 13 de enero de 1970) tras la creación de la iniciativa de Painting and Patronage en Riad en 1999 fue nombrado Presidente por S.A.R. el Príncipe Khalid Al-Faisal bin Abdulaziz Al-Saud de Arabia Saudita.

## Biografía
Anthony Bailey participó activamente en la promoción de estrechar los vínculos culturales, educativos, comerciales e interreligiosos entre el mundo árabe y Europa. También es asesor ministerial de política educacional del Gobierno Británico, y ocupa varias otras posiciones destacadas en varias organizaciones internacionales benéficas, interreligiosos, educativas y de asuntos exteriores y relaciones bilaterales entre Europa y el mundo árabe. También es un consejero de la Fundación del Rey Faisal y director de la Sociedad Británica–Saudita en Londres. 
Realizó en 1991, cursos de Estudios Contemporáneas del Este de Europa en la Universidad de Londres y también Economía en la Universidad de Budapest, la Universidad de Sofía y la Universidad de Veliko Tarnovo de Bulgaria. Fue galardonado por La Ciudad de Londres en 2004.
Ha sido reconocido por su contribución no solo en las relaciones Euro-Árabes sino que en los últimos años también ha sido reconocido por los gobiernos de Reino Unido, Bulgaria, Costa Rica, Líbano, Marruecos, Panamá, Portugal, Siria y Yemen, además de la Santa Sede
Se casó con la princesa María Teresa de Hohenberg en Salzburgo, Austria, el 27 de octubre de 2007.

## Algunas publicaciones
- Having Faith in Foreign Policy, Londres 2007 ISBN 978-1-905833-09-2